# Fruktvin

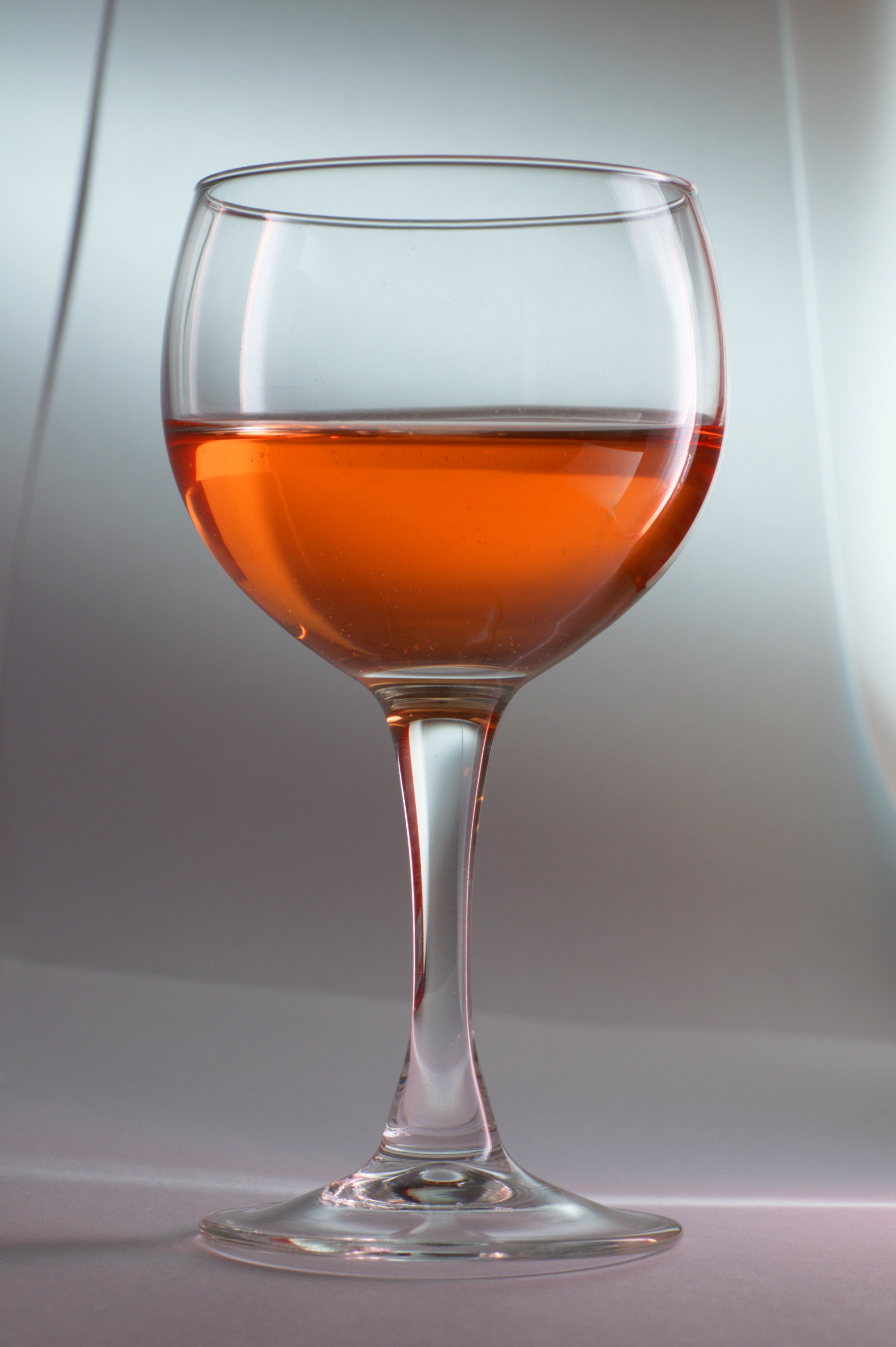
Fruktvin

Fruktvin är den jästa saften av de flesta frukter, till skillnad från vin som vanligen betecknar jäst saft av vindruvor. En synonym med lite snävare innebörd är bärvin.
Fruktvin betecknas ofta med namnet på fruktråvaran, exempelvis äppelvin, päronvin eller plommonvin. Beteckningen vin - utan angivande av någon frukt - får vid försäljning inom Europeiska unionen enbart användas på den jästa saften av vindruvor.
Fruktvin tillverkas genom att frukterna skärs och pressas, varefter man låter saften jäsa. För att mildra syrligheten tillsätter man ibland lite kalk, gips eller aska samt för att öka styrkan vin eller druvbrännvin. Kvaliteten anses bero huvudsakligen på de använda fruktsorternas finhet. Fullt utjäst och lagrad är fruktvin en vinliknande, något trögflytande vätska av syrlig smak. Hållbarheten överskrider sällan två år. I Frankrike, Tyskland, Schweiz och England framställs till exempel stora mängder äppelvin. Ett annat exempel på fruktvin är plommonvin.
Det är också vanligt att socker tillsätts i samband med jäsningen för att höja alkoholhalten.